# Emanuel Bergman
Emanuel Bergman, född 11 augusti 1887 i Örgryte församling, Göteborgs och Bohus län, död 2 september 1948 i Eskilstuna, Södermanlands län,  var en svensk läkare.
Bergman blev medicine licentiat vid Uppsala universitet 1916, medicine doktor 1918, var tillförordnad överläkare vid akademiska sjukhuset i Uppsala 1918–1924, biträdande läkare och överläkare vid Gibraltar sjukhus i Göteborg 1925–1931 och var från 1931 överläkare vid medicinska avdelningen vid Eskilstuna länslasarett. Bergman utgav bland annat Barns utsättande för tuberkulös smitta (1918, doktorsavhandling), Medicinska emblem och symboler (1941), Dalslands vapen (1943), samt Deviser och valspråk på nordiska läkares exlibris (1944).